# Oliver La Farge
Oliver Hazard Perry La Farge II (New York, 9 december 1901 – Santa Fe, 2 augustus 1963) was een Amerikaans schrijver en antropoloog, bekend om zijn roman Laughing Boy, waarmee hij in 1930 een Pulitzerprijs won.

## Leven en werk
Oliver La Farge is de kleinzoon van de Amerikaanse kunstenaar John LaFarge en de achterkleinzoon van de marineofficier Oliver Hazard Perry. De familie gaat terug op enkele van de vroegste kolonisten in Amerika, alsook op Benjamin Franklin. Olivers vader was Christopher Grant La Farge, een Beaux-Arts-architect. Zijn moeder, Florence Bayard Lockwood, was een nichtje van senator Thomas F. Bayard.
La Farge, die in New York geboren werd, studeerde aan Harvard, waar hij in 1924 een bachelor en in 1929 een masterdiploma behaalde. Hij was een lid van het universitaire roeiteam.

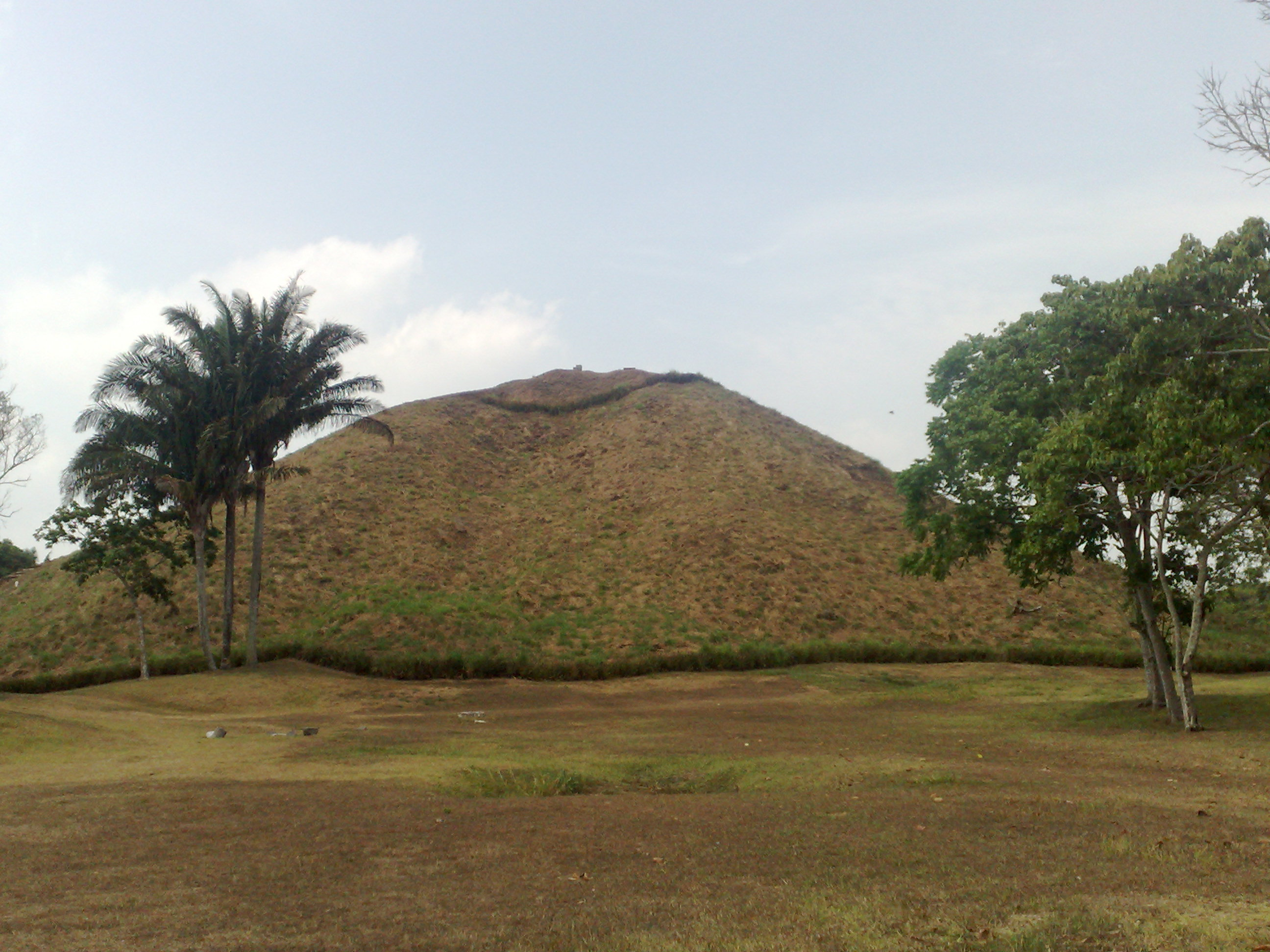
De grote piramide van La Venta, een archeologische site die La Farge en Frans Blom in 1925 (her)ontdekten.

La Farge was werkzaam als antropoloog en ontdekte twee tot dan toe onbekende inheemse talen tijdens wetenschappelijke expedities naar Centraal-Amerika en het Amerikaanse Zuidwesten. In 1925 bezocht hij samen met Frans Blom Mexico, waar zij de Olmeken-ruïnes van San Martín Pajapan en La Venta (her)ontdekten.
De kortverhalen van Oliver La Farge werden uitgegeven in The New Yorker en Esquire. Veel van zijn grotere werken, zowel fictie als non-fictie, hebben te maken met de cultuur van de indianen. Hij was een voorvechter van de burgerrechtenbeweging voor indianen en zat meerdere jaren de Association on American Indian Affairs voor.
Hij huwde Wanden Matthews, met wie hij twee kinderen kreeg: folkzanger en schilder Peter La Farge (geboren als Oliver Albee La Farge) en Povy La Farge. Later hertrouwde hij met Consuelo Baca de La Farge, met wie hij nog een zoon kreeg.
Oliver La Farge overleed in 1963 in Santa Fe.